# IdeaPad
IdeaPad是联想集团面向消费者推出的笔记本电脑品牌。

## 历史
IdeaPad笔记本电脑最先在2008年1月推出。第一个产品线中的三个型号分别为Y710，Y510，U110。这些型号特点都是宽屏，支持人脸识别，无框屏幕，触摸控制，杜比扬声器系统。
IdeaPad的设计标志着联想偏离了面向企业的ThinkPad笔记本电脑，迈向更加以消费者为导向的外观和感觉。其主要体现在使用镜面屏以及不再具有传统的ThinkPad指点杆。Notebook Review称其键盘有“独特的ThinkPad的感觉”和“平稳灵敏的触摸板和触摸板按钮”。
此系列部分型號在中國內地被命名為「小新筆記本電腦系列」。

## 系列

### Yoga系列
该系列产品为笔记本电脑/上网本混合型。
- IdeaPad Yoga 13（英语：Lenovo IdeaPad Yoga 13）
- IdeaPad Yoga 11
- IdeaPad Yoga 11S

### S系列
超轻薄型上网本。
- S9
- S9e
- S10
- S10e
- Lenovo IdeaPad S12（英语：Lenovo IdeaPad S12）
- S10-2
- S10-3
- S10-3s
- S10-3t（平板电脑）
- S12

### Y系列
- Y310
- Y330
- Y410
- Y430
- Y450
- Y460
- Y470
- Y480
- Y400（新一代数字变小）
- Y510
- Y530
- Y550
- Y560
- Y570
- Y580
- Y500（新一代数字变小）
- Y650
- Y710
- Y730

### U系列
- U110
- U160
- U165 （CPU:Athlon II Neo K325，内存:2GB，硬盘:250GB，芯片组:AMD M880G）
- U330
- U350
- U450p
- U1

### Z系列
- Z360
- Z460
- Z500
- Z510
- Z560
- Z585

### K系列（平板电脑）
- K1（10.1型, CPU:Tegra, RAM:1GB, SSD:32GB）

### A系列（平板电脑）
- A1（7型, CPU:OMAP 3622, RAM:512MB, SSD:16GB）

## 图集

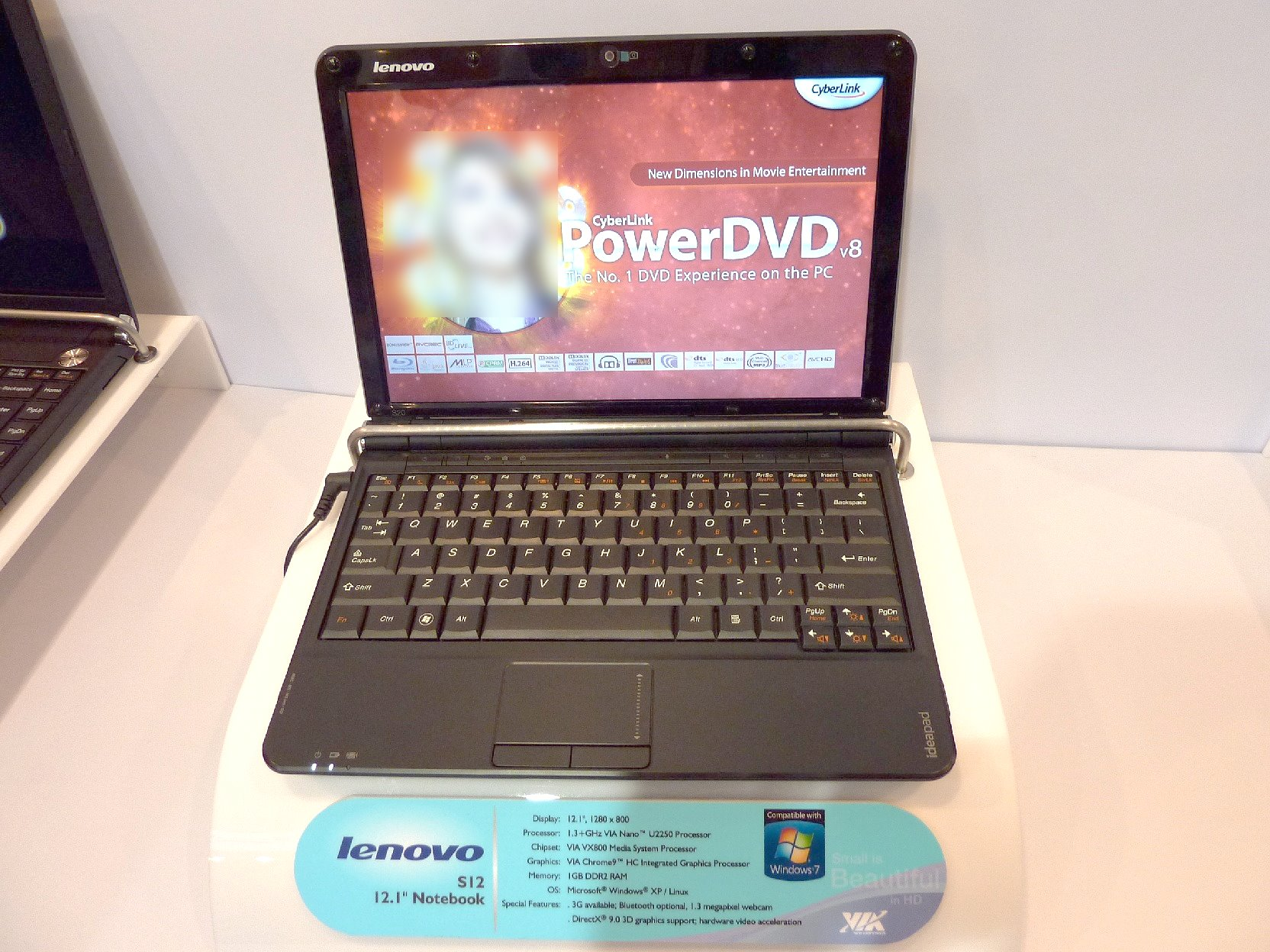
联想 Ideapad S12 (2009年)
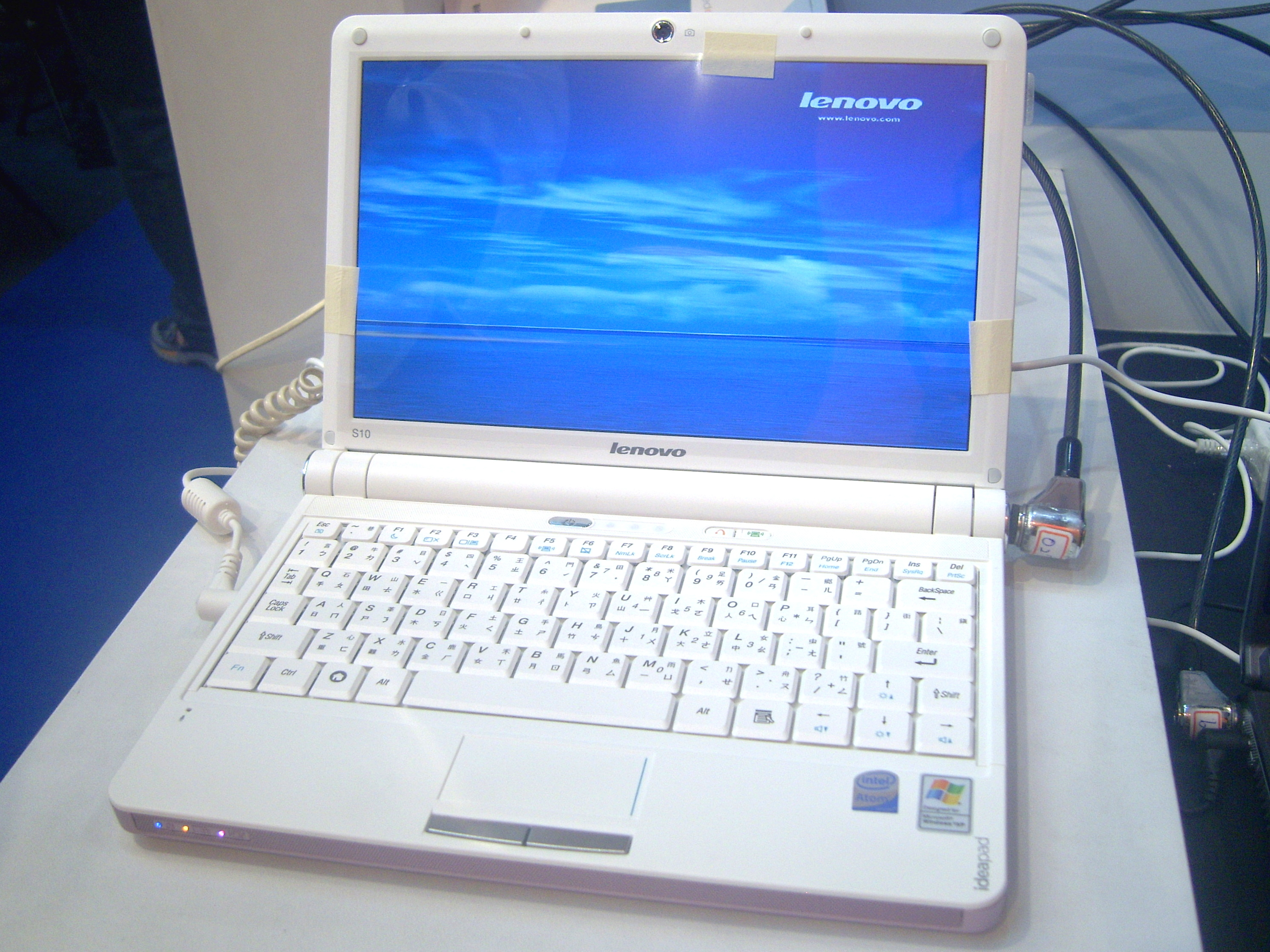
联想 Ideapad S10(2008年)
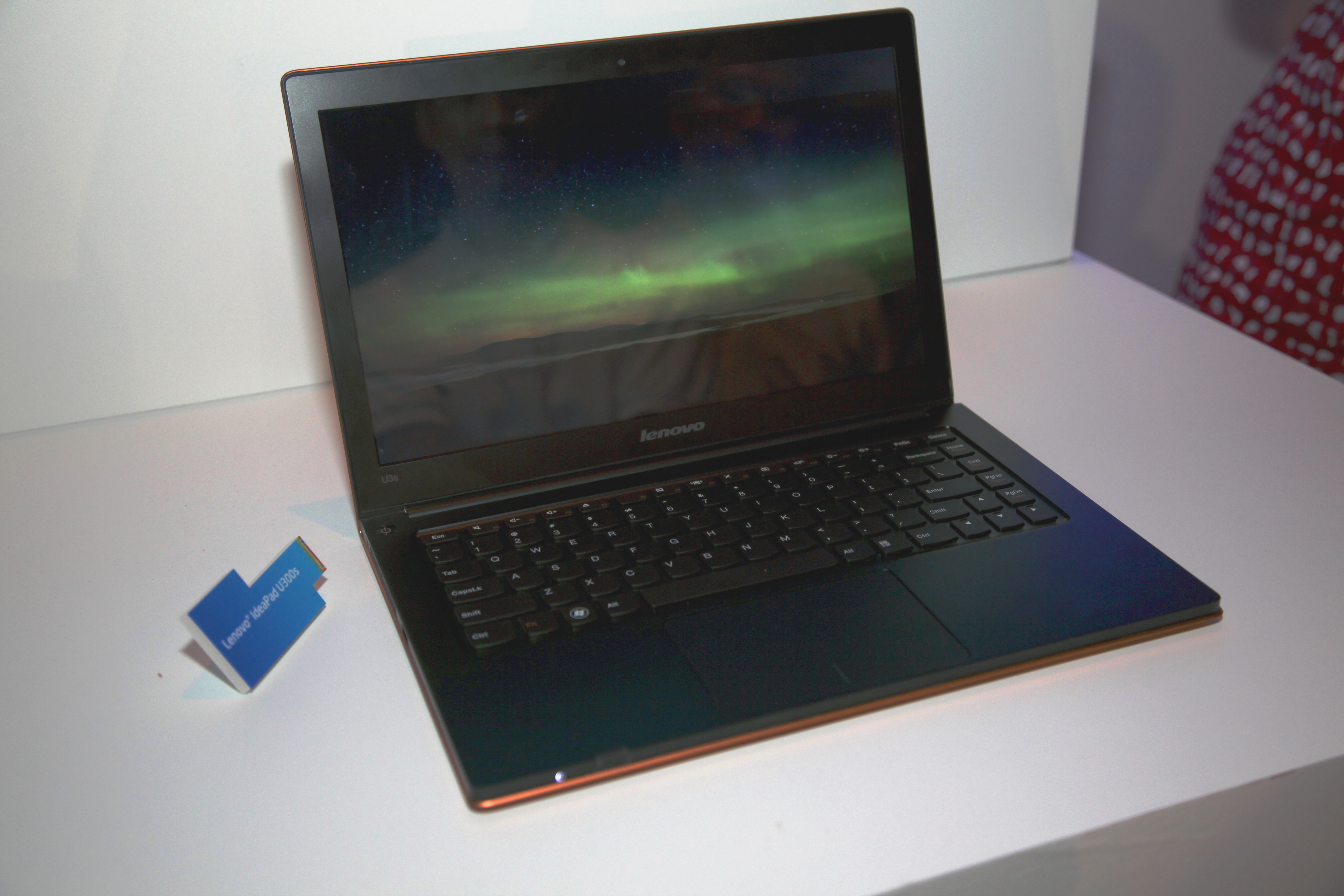
聯想IdeaPad U300s(2011年)
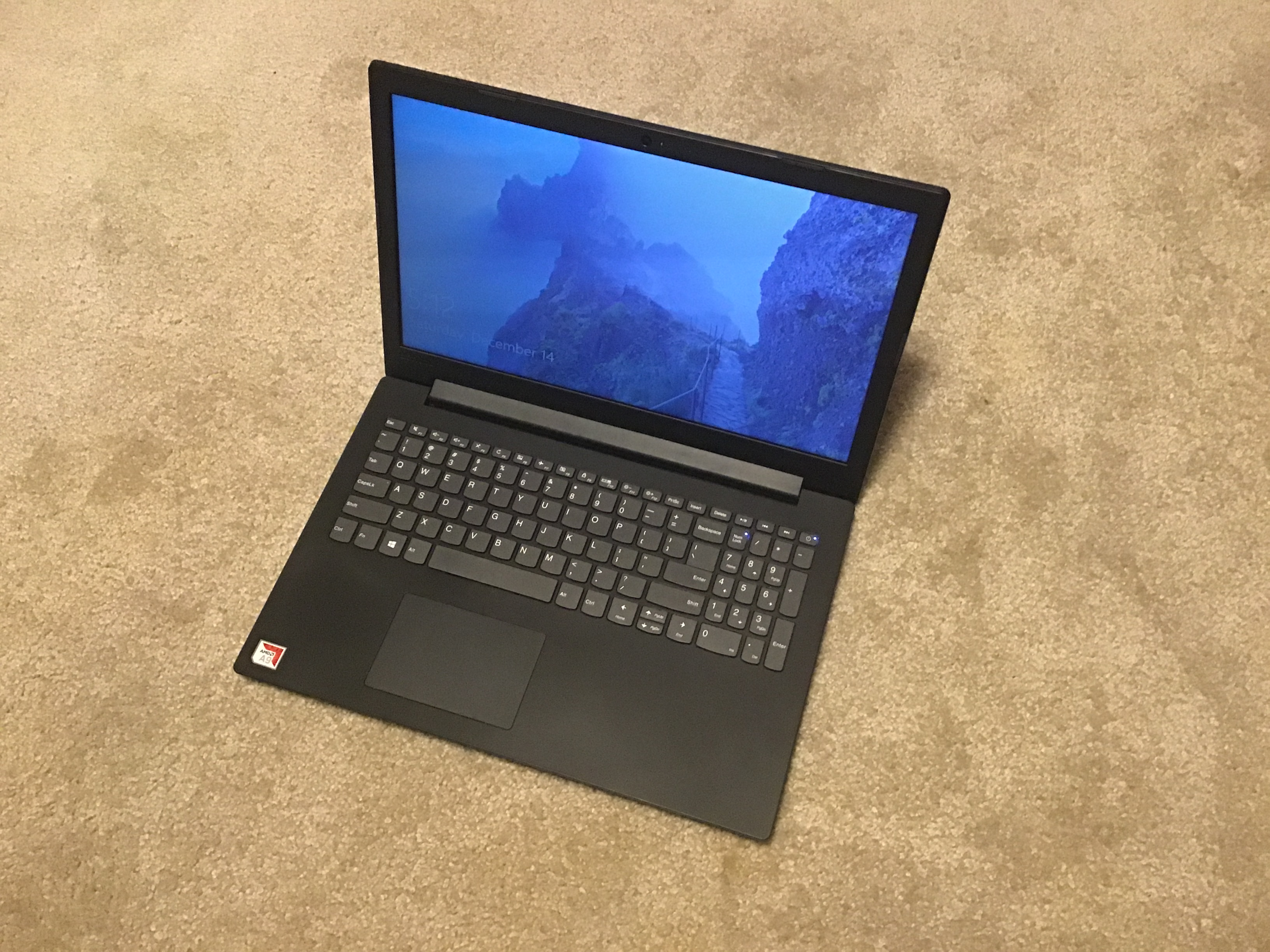
联想 Ideapad 130-15AST
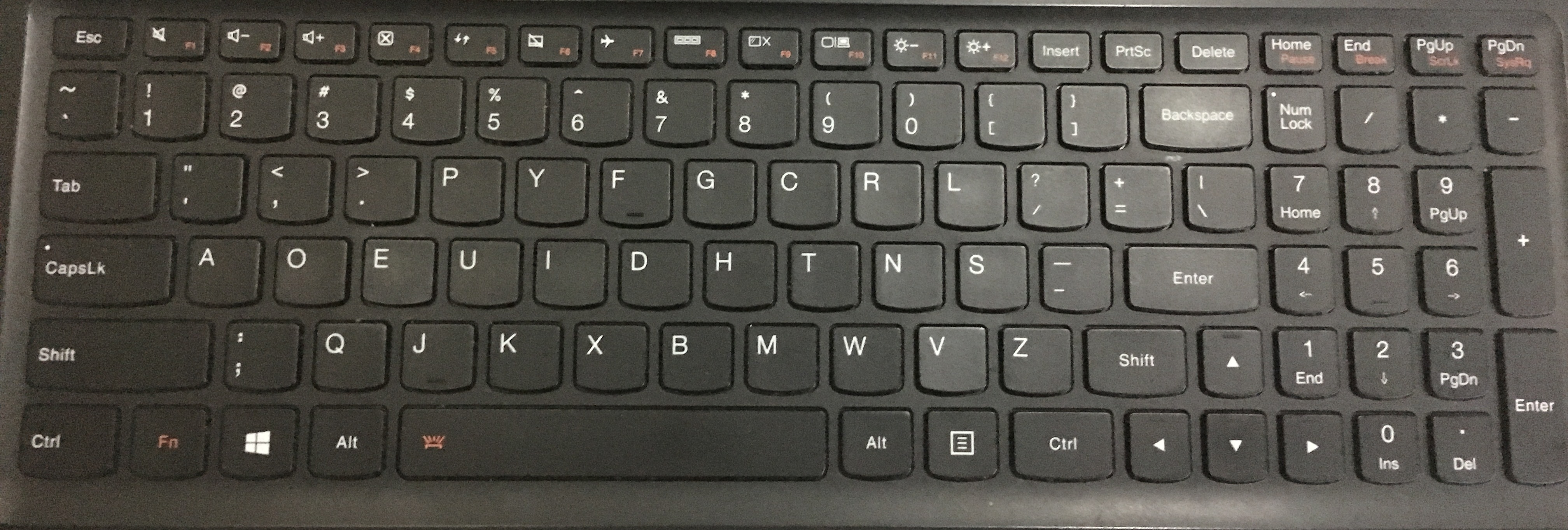
Ideapad的键盘